# La Nuit de la Saint-Jean (film, 1968)
Pour les articles homonymes, voir La Nuit de la Saint-Jean.
Pour plus de détails, voir Fiche technique et Distribution.
La Nuit de la Saint-Jean (ukrainien : Вечір на Івана Купала ; russe : Вечер накануне Ивана Купала) est un drame soviétique réalisé par Iouri Illienko et sorti en 1968. Il est inclus dans la liste des 100 meilleurs films de l'histoire du cinéma ukrainien.
Il s'agit d'une adaptation de la nouvelle éponyme de Nicolas Gogol, paru dans le recueil Les Soirées du hameau entre 1830 et 1832.

## Synopsis
Un mendiant, Piotr, tombe amoureux d'une beauté locale, Pidorka, fille de son maître, le riche cosaque Terenti Korj. La jeune fille lui rend la pareille, mais son père ne veut pas en entendre parler. Pidorka informe Piotr qu'elle sera bientôt mariée à l'un des riches villageois. Dans une taverne, Piotr s'adresse à un vagabond, Bassavriouk, que les habitants considèrent comme un sorcier et un diable sous forme humaine, et lui demande de l'aide. Bassavriouk lui conseille de se rendre dans les fourrés la nuit de la Saint-Jean et d'y chercher une fougère en fleur, clef d'une richesse inouïe et de la réalisation de ses souhaits. Petro trouve la fougère et convoque la sorcière, qui lui demande un sacrifice de sang en échange d'or. Après avoir hésité, Piotr accepte et le mendiant devient riche. Korj accepte alors de le marier à Pidorka. Le jeune couple fait de riches noces, mais on ne peut construire le bonheur au prix de la vie d'autrui... En effet, Piotr devient bientôt fou de l'atrocité qu'il a commise.

## Fiche technique
- Titre français : La Nuit de la Saint-Jean[1] ou La Veille de la nuit de la Saint-Jean[2]
- Titre original russe : Вечер накануне Ивана Купала, Vetcher nakanoune Ivana Koupala[3]
- Titre ukrainien : Вечір на Івана Купала
- Réalisation : Iouri Illienko
- Scénario : Iouri Illienko d'après nouvelle éponyme de Nicolas Gogol, paru dans le recueil Les Soirées du hameau paru entre 1830 et 1832.
- Photographie : Vadim Illienko (ru)
- Musique : Leonid Grabovski (ru)
- Décors : Piotr Maximento
- Sociétés de production : Studio Dovjenko
- Pays de production :  Union soviétique
- Langue originale : ukrainien
- Format : couleurs
- Genre : drame
- Durée : 71 minutes
- Dates de sortie : 
  - Union soviétique : 14 septembre 1968
  - France : 28 août 2019

## Distribution
- Larissa Kadotchnikova : Pidorka
- Boris Khmelnitski : Piotr
- Ievgueni Fridman (ru) : Bassavriouk, le sorcier
- Jemma Firsova : la sorcière
- Dmitri Franko (ru) : Terenti Korj, le père de Pidorka
- Mykhaïlo Ilienko : un garçon déguisé
- Borislav Brondoukov : un garçon déguisé